# Toxorhina (Toxorhina) carunculata
Toxorhina (Toxorhina) carunculata is een tweevleugelige uit de familie steltmuggen (Limoniidae). De soort komt voor in het Neotropisch gebied.